# Atanasio Tzul
Atanasio Tzul fue un líder indígena guatemalteco, del pueblo maya k'iche', figura representativa del Levantamiento indígena de Totonicapán de 1820, que derrotó el poder español de la localidad e impuso el Reino de Totonicapán, con él como Rey y señor del mismo. 

## Biografía
Atanasio Tzul era originario del Cantón Paquí, en Totonicapán,  provenía de una familia de jaboneros que habitaban el Barrio Linkah. Esposo de Felipa Tzoc lideresa que jugó un papel importante en la primera declaración de independencia de toda autoridad religiosa y política española y fue reina junto a Atanasio al vencer al poder colonial local. No hay datos oficiales o verificables acerca de su fecha de nacimiento y de su muerte, pero generalmente se admite que nació en el xviii y murió en la primera parte del xix.

## Trayectoria política
Atanasio Tzul inició su vida en el plano político en 1813, al ser Principal de la Parcialidad de Linkah. Al enterarse del contenido de la Constitución de 1812, que otorgaba a los indígenas los mismos derechos que a españoles y ladinos, los principales y concejales de San Miguel Totonicapán, encabezados por Tzul, primer principal y Lucas Aguilar —o Akilal—, macehual, escribieron al rey para agradecérselo pues creyeron que él era quien lo había decidido.  En 1816, Tzul, al servir el cargo de Alcalde de San Miguel Totonicapán se limitó a exigir únicamente siete reales como pago de los impuestos de comunidad y para los sueldos del cura párroco y de las autoridades.
Para 1820, ya era reconocido como representante no oficial de las parcialidades de Linkah, Pachah, Uculjuyub, Chiché y Tinamit. En el mismo año, con la representación antes descrita y ante el interés de su pueblo por acabar con los impuestos eclesiásticos y el tributo, Tzul unió fuerzas con Lucas Aguilar. Juntos lucharon en contra del poder de la colonia española, representado por el Capitán General de Guatemala, el Arzobispo de Guatemala, Ramón Casaus y Torres, las órdenes regulares, la élite ladina local y los caciques de Totonicapán. Los tributos reales habían sido suprimidos en 1811 por las cortes de Cádiz, pero fueron impuestos de nuevo por el rey Fernando VII.
Durante la cuaresma de 1820, cuando se supo que Fernando VII había sido obligado a poner nuevamente en vigencia la Constitución absolutista, Aguilar y Tzul realizaron gestiones ante el alcalde mayor para verificar el hecho. El 9 de julio de 1820, durante la celebración de la nueva constitución, asistió vestido a la española, con casaca, sombrero al tres, espadín, bastón y medalla al cuello pero el 12 de julio por la noche, los principales y los líderes de la revuelta reconocieron como reyes a Tzul y a su esposa, simbólicamente les impusieron las coronas de San José y Santa Cecilia.  La debilidad política y militar del imperio español, los primeros intentos por una autonomía política y la competencia entre oficiales españoles fueron clave para el éxito del levantamiento. Así, se dio paso al rechazo del tributo, la remoción del Alcalde Mayor, José Manuel Lara de Arrese y la imposición de un gobierno propio.
Al menos durante unos días entre julio y agosto de 1820, Tzul actuó como el representante más destacado del gobierno indígena.
El líder k'iche' sería azotado durante nueve días y encarcelado más tarde en Quetzaltenango, después de que el movimiento sufriera una represión a manos de alrededor de mil milicianos ladinos. El 25 de enero de 1821, él y otros dirigentes solicitaron la gracia del indulto, el cual les fue concedido el 1.° de marzo de 1821, después de una manifestación de individuos totonicapenses.

## Legado

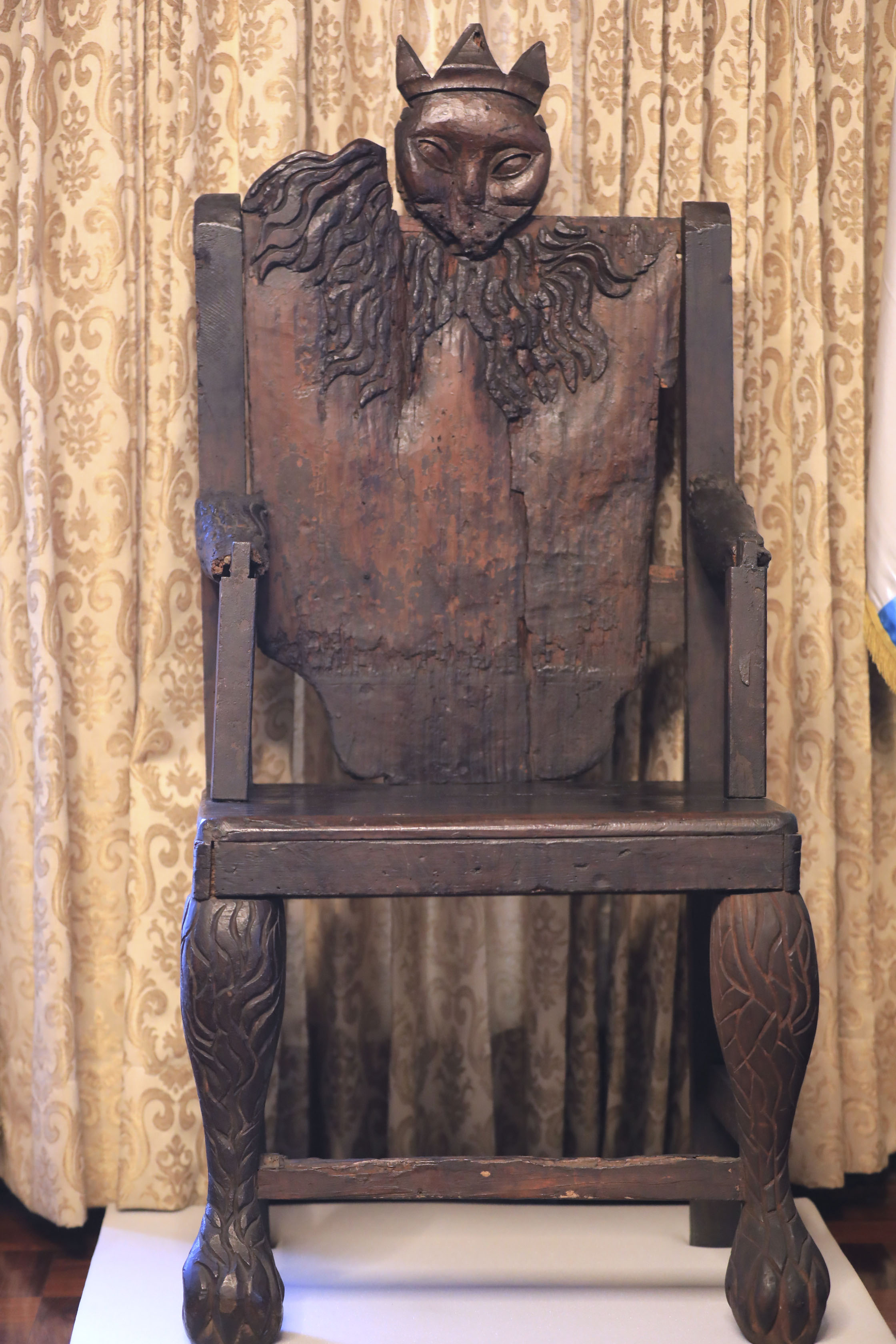
Silla de Atanasio Tzul como rey de Totonicapán

Según las historias de los ancestros de Totonicapán, Tzul era dueño de las montañas de Paquí -luego convertidas en tierras comunales, y que uno de sus aportes a la comunidad fue haber dirigido a la población, organizándola para no pagar los impuestos que -según él consideraba- habían sido asignados por las autoridades de la Capitanía General de Guatemala porque la corona española ya había desistido de ellos.  Por dicho aporte,  es considerado como un defensor del derecho del pueblo k'iche', y los originarios de Paquí están orgullosos de serlo; asimismo, ser alcalde comunal con presencia en los 48 cantones es un gran honor, pues se considera que es como perpetuar la ideología de Antasio Tzul.
El escultor Rodolfo Galeotti Torres esculpió una estatua en honor a Tzul en Totonicapán, denominada Monumento a Atanasio Tzul. y en la zona 12 de la Ciudad de Guatemala se construyó la «Calzada Atanasio Tzul» a finales del siglo xx.